# Failure
Failure (англ."невдача") — американський альтернативний рок-гурт із Лос-Анджелеса, який вів активну діяльність з 1990 по 1997 рік та з 2014 року. Жанр їх виконання називали «умовно альтернативним» та порівнювали з такими гуртами того часу як «Nirvana» або «Soundgarden». Від альтернативного звучання їх відрізняє виняткова увага до текстурних звукових деталей, винахідливе використання гітарних ефектів та загальне просторове оформлення альбомів. Failure знову возз'єднались 2014 року.

## Історія

### 1992—1997
Влітку 1992 року учасники Failure підписали контракт з лейблом Slash Records (незалежний лейбл, випуски якого були виготовлені і розповсюджені Warner Bros. в США), і відправились в Міннесоту, щоб записати свій дебютний альбом з продюсером Стівом Альбіні в Pachyderm Studio.
Альбом Comfort був випущений у вересні 1992 року. Приблизно в цей же час гурт відправився на перший з кількох турів спільно з Tool. Обидва гурти з Альбіні були незадоволені тим, як звучить Comfort, тому коли гурт повернувся в студію 1993 року, Ендрюс та Едвардс самі взяли на себе роль продюсерів.
Роберт Госс залишає проєкт на півдорозі до завершення запису, і обов'язки ударника лягають на Грега Едвардса. Пізніше колектив знаходить Келлі Скотта. «Magnified» випустили в березні 1994-го. Перше відео гурту було знято на сингл Undone, але на нього було відведено занадто мало ефірного часу. Однак музичні критики гідно оцінили звучання гурту, яке вона досягла на другому альбомі. Failure не обділили увагою і інші музиканти. Того ж року відновили турне з Tool. Цікаво також, що Адам Джонс (гітарист Tool), брав участь у виконанні пісні Macaque з альбому «Comfort», виконуючи партію ритм-гітари. 1992 року Кен Ендрюс зняв музичне відео для Tool на пісню Hush.
Fantastic Planet
На хвилі успіху «Magnified», Ендрюс, Едвардс, і Скотт взялися за нову роботу в 1995 році. Колектив орендував для цього домашню студію Літи Форд за межами Лос-Анджелесу. Гурт знову відмовляється від стороннього продюсування, ґрунтуючись на особистому досвіді. Левову частку обробки звуку Кен Ендрюс взяв на себе. У колективу з'являється набагато більше часу для запису нової платівки, в порівнянні з попередніми роботами. Запис альбому добігає кінця, проте у гурту виникають проблеми з лейблом Warner Bros.Records, де їм відмовили надалі дистриб'юторстві, вказавши на минулий контракт. Через «творчу обмеженість» (юридичну неузгодженість), в той час, як Slash Records намагаються продовжити договір, Failure доводиться наполегливо займатися сторонніми проєктами: Ендрюс і Едвардс випускають альбом каверів Replicants. Одночасно з цим, Кен Ендрюс продюсує альбоми колективів Blinker the Star і Molly McGuire.
Подальша творчість
1997 року індастріал-гурт God Lives Underwater, який був в добрих стосунках з колективом, запропонувала їм виконати хіт 1990-го року «Enjoy the Silence» для збірки каверів під назвою For the Masses. Збірка планувалась як данина поваги гурту Depeche Mode, на що Failure погодилися. Того ж літа гурт брав участь у фестивалі Lollapalooza, де вони виступили в якості хедлайнерів.
Розформування
19 листопада 1997 року гурт офіційно заявив про розформування складу, посилаючись на розбіжності всередині колективу. У 2004 році, попри те, що гурт вів активну діяльність багато років, Ендрюс і Едвардс знову зібралися разом для випуску збірника «Golden», який містив демозаписи та композиції, які не ввійшли до альбомів. Ще одна, «посмертна» компіляція має назву «Essentials» — це подвійний альбом: перший диск містить добірку пісень з трьох студійних альбомів, другий — творчість гурту до запису на лейблі Slash Records.
Возз'єднання
На початку 2014 року, після 16-річної перерви в музичній діяльності, Failure возз'єдналися. 13 лютого 2014 колектив дав півторагодинний концерт в клубі El Ray в Лос-Анджелесі. 14 травня 2014 року гурт випустили концертний альбом «Tree of Stars», який містить одну, абсолютно нову студійну композицію «Come Crashing», а також концертні записи пісень "Let It Drip, " «Frogs», « Sergeant Politeness» і «Heliotropic». Продюсуванням, зведенням і мастерингом релізу зайнявся сам Кен Ендрюс. З 10 травня по 19 червня гурт вирушив в тур по Північній Америці.